# Dôrgôn nuur
Il Dôrgôn nuur (in mongolo: Дөргөн нуур) è un lago che si trova in Mongolia occidentale, nella valle dei laghi, un bacino chiuso situato a nord-est della catena montuosa dell'Altaj e al confine nord-orientale della provincia di Hovd, nel distretto di Čandman'.
Fa parte di un gruppo di laghi interni che, in tempi preistorici (circa 5000 anni), era un unico grande lago. I cambiamenti climatici intervenuti hanno nel tempo inaridito la regione. Il lago preistorico a poco a poco andò dividendosi in più laghi: a nord del Dôrgôn nuur si trova l'Har nuur al quale è collegato da un canale naturale, a nord-ovest c'è l'Har-Us nuur e il Parco Nazionale dell'Har-Us.

## Collegamenti esterni

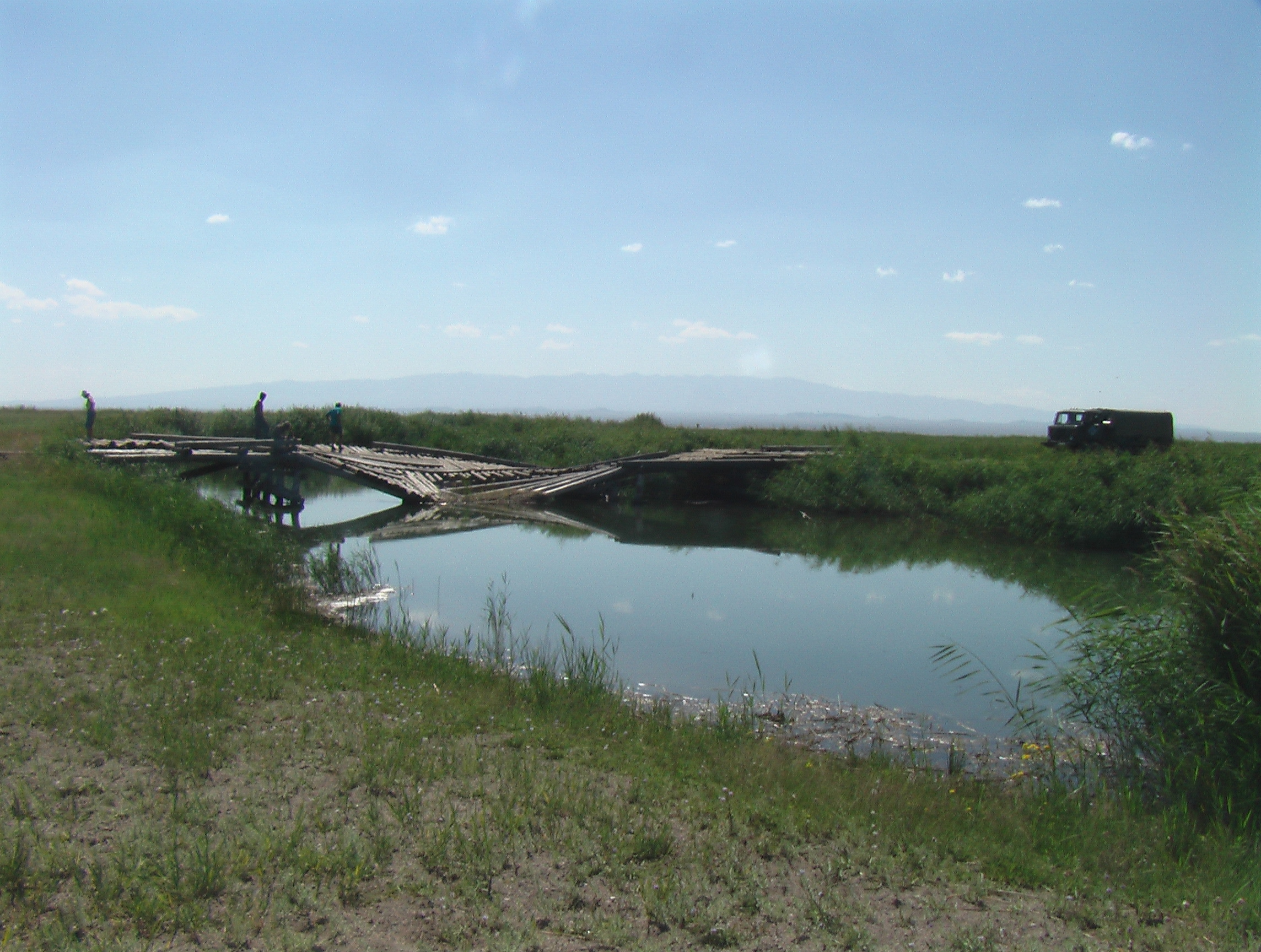
Il canale naturale che collega il Dôrgôn nuur al Har nuur